# Стојковићи (породица)
Стојковићи су породица војводе Миленка Стојковића (1769 - после 1831), победника Иванковачке битке 1805, који је погубио дахије, обласног господара источне Србије до 1811. Његови потомци носили су различита презимена.

## Порекло
Миленко Стојковић је пореклом из Кличевца, рамске кнежине пожаревачке нахије.

## Војвода Миленко Стојковић
Миленко Стојковић је са првом женом имао синове Ивана, Милана и Живана и једну кћерку. Према једном извору Живан није био син, већ брат и био је свештеник.
После смрти прве жене, војвода Миленко Стојковић оженио се Миленом Карапанџић, удовицом крајинског бератлијског обор-кнеза Перче Карапанџића. Нису имали деце.
Трећа жена звала се Катинка.

### Милан Стојковић
Војвода Миленко Стојковић имао је синове Ивана и Милана, који су били ученици Велике школе у Београду од 1808. године. После изгнанства 1811. из Србије Миленко Стојковић живео је у Русији као пензионисани руски пуковник. Имао је синове Милана, Ивана и Живана и кћерку која се удала за Легатовића у Влашкој.. У Русији имао је пуковничку пензију од 300 дуката годишње и живео је у Хотину или у Одеси и Бахчи-Сарају на Криму, где је имао имање.
Синови војводе Миленка Стојковића Иван и Милан су се вратили су Србију и тражили од кнеза Милоша да им врати имање Клепечка које је припадало њиховом оцу. Према једном извору по књажевом наређењу Иван и Милан су убијени.

### Живан Стојковић
Живан Стојковић био је син војводе Миленка Стојковића. Према другом извору био је десет година млађи брат војводе Миленка и свештеник у Кличевцу.

#### Јовановићи
Војвода Миленко Стојковић је прадеда Јована Јовановића Пижона, посланика Краљевине Србије у Лондону.

#### Живковићи
Генерал Михаило Живковић је унук војводе Миленка Стојковића и Хајдук-Вељка Петровића.

### Легатовичи
Породица Легатович уписана је у дворјанске књиге минске губерније и има пољских и белоруских представника. Легатовић који се оженио кћерком војводе Миленка био је под командом генерала Исајева у Влашкој и спомиње га Спиридон Гопчевић.

## Кнез Ђука Стојковић
Према једном извору Ђука Стојковић је био брат војводе Миленка Стојковића, коме је касније на крсну славу у Кличевац долазио књаз Милош, а по другом извору ванбрачни син Миленков, кога је усвојила његова сестра.

## Стојимировићи
Сестра војводе Миленка Стојковића Јелена, била је удата за Стојимировића у место Затоњ код Рама. Њен син је Илија Стојимировић (1822-1890), који је са Катарином Вучковић (1832-1906), имао синове Михаила Стојимировића и др Душана Стојимировића (1870—1955), београдског лекара, и ћерку Јелену мајку Милана Јовановића Стојимировића.

## Недоумице
Има више недоумица у вези са породицом војводе Миленка Стојковића. Према једном извору један од три сина звао се Живан и био је са браћом на школовању у Русији. Према другом извору Живан није био син већ брат. Према једном извору имао је сестру удату за Турчина, која није имала деце па је усвојила ванбрачног Миленковог сина Ђуку. Према другом извору Ђука је био брат Миленков. Пошто је Миленко имао харем и верује се да је и своју ванбрачну децу поклањао одавно је било више породица које су тврдиле да воде порекло од војводе Миленка Стојковића ".. за његове потомке издају се данас разне породице, што није чудо кад се зна да је имао читав харем жена".